# 분류학적 계급
분류학적 계급(taxonomic rank) 또는 생물 분류 계급은 생물학에서 조상 또는 유전 계층에서 유기체 그룹(분류군)의 상대적 수준이다. 생물학적 분류(분류학)의 일반적인 시스템은 종 (생물학), 속 (생물학), 과 (생물학), 목 (생물학), 강 (생물학), 문 (생물학), 계 (생물학), 역 (생물학)으로 구성된다. 분류학적 계급에 대한 오래된 접근 방식은 현상학적으로 외양, 유기적 구조 및 행동의 유사성을 기반으로 그룹을 형성한 반면, 유전적 분석을 기반으로 한 방법은 분지학의 길을 열었다.
주어진 계급에는 그 아래에 덜 일반적인 범주, 즉 생명체에 대한 보다 구체적인 설명이 포함된다. 그 위의 각 계급은 공통 조상으로부터 특성이나 특성의 상속을 통해 서로 관련된 유기체 그룹 및 유기체 그룹의 보다 일반적인 범주로 분류된다. 모든 종의 계급과 속에 대한 설명은 기본이다. 이는 특정 유기체를 식별하기 위해 일반적으로 처음 두 가지 이외의 계급을 지정할 필요가 없음을 의미한다.
특정 종인 붉은 여우(Vulpes vulpes)를 생각해보자. 종명 또는 종명 vulpes(작은 v)는 모든 "진정한" 여우를 구성하는 Vulpes(대문자 V) 속의 특정 종을 식별한다. 이들의 가까운 친척은 모두 개과, 늑대, 자칼 및 모든 여우를 포함하는 개과에 속한다. 다음으로 높은 주요 등급인 식육목에는 개과동물(곰, 물개, 족제비, 스컹크, 너구리 및 위에서 언급한 모든 것)과 고양이과(고양이, 사향고양이, 하이에나, 몽구스)가 포함된다. 육식동물은 털이 많고 온혈동물이며 포유동물 강에 속하는 간호 동물 그룹 중 하나이다. 이 동물은 척색동물문(phylum Chordata)에서 척색을 가진 동물로 분류되며 동물계의 모든 동물과 함께 분류된다. 마지막으로, 가장 높은 계급에서는 이들 모두가 진핵생물 역에서 세포핵을 소유한 다른 모든 유기체와 함께 그룹화된다.
국제동물명명규약(International Code of Zoological Nomenclature)은 계급을 다음과 같이 정의한다. "명명상의 목적으로 분류학적 계층 구조에서 분류군의 수준(예: 모든 과는 명명상의 목적으로 상과와 아과 사이에 있는 동일한 계급에 있음)"

## 같이 보기
- 생명의 카탈로그
- 분지학
- 재래 품종
- 생명의 나무 (과학)